# قاي تشادويك
قاي تشادويك (بالإنجليزية: Guy Chadwick)‏ هو كاتب أغاني وعازف قيثارة بريطاني، ولد في 21 مارس 1956 في هانوفر في ألمانيا.

## وصلات خارجية
- قاي تشادويك على موقع ميوزك برينز (الإنجليزية)
- قاي تشادويك على موقع أول ميوزيك (الإنجليزية)
- قاي تشادويك على موقع ديسكوغز (الإنجليزية)